# Liste der Kulturdenkmale in Tauberbischofsheim-Hochhausen
In der Liste der Kulturdenkmale in Tauberbischofsheim-Hochhausen sind die Kulturdenkmale des Tauberbischofsheimer Stadtteils Hochhausen aufgelistet. Diese Liste ist eine Teilliste der Liste der Kulturdenkmale in Tauberbischofsheim. Grundlage für diese Liste ist die vom Regierungspräsidium Stuttgart herausgegebene Liste der Bau- und Kunstdenkmale mit Stand vom 15. Februar 2012.
Diese Liste ist nicht rechtsverbindlich. Eine rechtsverbindliche Auskunft ist lediglich auf Anfrage bei der Unteren Denkmalschutzbehörde der Stadt Tauberbischofsheim erhältlich.

## Allgemein
- Bild: Zeigt ein ausgewähltes Bild aus Commons, „Weitere Bilder“ verweist auf die Bilder im Medienarchiv Wikimedia Commons.
- Bezeichnung: Nennt den Namen, die Bezeichnung oder die Art des Kulturdenkmals.
- Lage: Straßenname und Hausnummer oder Flurstücknummer des Kulturdenkmals, gegebenenfalls auch den Ortsteil. Die Grundsortierung der Liste erfolgt nach dieser Adresse. Der Link (Karte) führt zu verschiedenen Kartendiensten mit der Position des Kulturdenkmals. Fehlt dieser Link, wurden die Koordinaten noch nicht eingetragen. Sind diese bekannt, können sie über ein Tool mit einer Kartenansicht einfach nachgetragen werden. In dieser Kartenansicht sind Kulturdenkmale ohne Koordinaten mit einem roten bzw. orangen Marker dargestellt und können durch Verschieben auf die richtige Position in der Karte mit Koordinaten versehen werden. Kulturdenkmale ohne Bild sind an einem blauen bzw. roten Marker erkennbar.
- Datierung: Baubeginn, Fertigstellung, Datum der Erstnennung oder grobe zeitliche Einordnung entsprechend des Eintrags in der zuständigen Denkmaldatenbank (Landesamt für Denkmalpflege Baden-Württemberg).
- Beschreibung: Kurzcharakteristik des Kulturdenkmals.

## Kulturdenkmale in Hochhausen
Bau-, Kunst- und Kulturdenkmale in Hochhausen (⊙):
| Bild           | Bezeichnung                   | Lage                                                                                          | Datierung   | Beschreibung | ID                       |
| -------------- | ----------------------------- | --------------------------------------------------------------------------------------------- | ----------- | --- | ------------------------ |
|                | Bildstock                     | Alte Steige (Flst.Nr. 0-7000) Brunnenflur-Steig (Gewann) (Karte)                              |             | Bildstock, an der alten Steige oberhalb eines Neubaugebiets. Geschützt nach § 28 DSchG |                          |
|                | Bildstock                     | An der Eisenbahn (Flst.Nr. 0-118), Schulzengasse (Karte)                                      |             | Bildstock (in der Grünanlage), mit einer Darstellung der „Marienkrönung“, von 1818, am rechten Straßenrand, an der Einmündung in die Schulzengasse bei der Straße An der Eisenbahn (in einer Grünanlage gegenüber dem Friedhof). Geschützt nach § 2 DSchG |                          |
| Weitere Bilder | Bahnhofsgebäude               | An der Eisenbahn 6 (Flst.Nr. 0-1290, 0-1290/2) (Karte)                                        |             | Bahnhofsgebäude, Haltestelle mit Bahnsteig und Wartehäuschen. Teil der Sachgesamtheit „Badische Taubertalbahn“, Bahnstrecke der Badischen Taubertalbahn auf Gemarkung Hochhausen mit Tiefbauten und Dämmen sowie Bahnhöfen mit Nebengebäuden, hier: Streckenabschnitt sowie Bahnhof-Empfangsgebäude und Brücke bei km 11,433. Geschützt nach § 2 DSchG                                              |                          |
|                | Kriegerdenkmal                | An der Eisenbahn 6 (gegenüber) (Flst.Nr. 0-1382/1) (Karte)                                    | 1870/71     | Kriegerdenkmal für die Gefallenen des Deutsch-Französischen Kriegs 1870/71, (auf dem Bahnhofsvorplatz) am Bahnhof Hochhausen. Geschützt nach § 2 DSchG |                          |
|                | Bildstock                     | An der Eisenbahn 28 (vor) (Flst.Nr. 0-1329) (Karte)                                           | 17./18. Jh. | Hl.-Franziskus-Bildstock, aus dem 17./18. Jahrhundert. Geschützt nach § 2 DSchG |                          |
| Weitere Bilder | Jüdischer Friedhof Hochhausen | An der Setz (Flst.Nr. 0-4878) (Karte)                                                         | 1876/77     | Jüdischer Friedhof Hochhausen, seit 1876/77. Mit Friedhofsmauer. Geschützt nach § 2 DSchG |                          |
| Weitere Bilder | Bildhäusle                    | Bildhäuslein (Gewann) (Flst.Nr. 0-1388/3) K 2880 (an) (Einmündung Rathausstraße) (Karte)      | um 1900     | Wegkapelle oder Straßenkapelle, sog. „Bildhäusle“, um 1900 (aus dem 20. Jahrhundert); befindet sich am Ortseingang von Hochhausen (aus Werbach kommend), im Kurveninneren der K 2880 gelegen, an der Einmündung der Rathausstraße. Geschützt nach § 2 DSchG |                          |
|                | Bildstock                     | Brühl (Gewann) (Flst.Nr. 0-9096/1) (Karte)                                                    | 1856        | Bildstock des Lorenz Fehrer von 1856 mit dem Motiv 14 Nothelfer. Geschützt nach § 2 DSchG |                          |
|                | Wegweiserstein                | Dahlenflur-Gützenberg (Gewann) (Flst.Nr. 0-3250) (Karte)                                      |             | Wegweiserstein. Gewann Dahlenflur-Gützenberg. Teil der Sachgesamtheit "Drei Wegweisersteine". Die anderen beiden Wegweisersteine befinden sich im Gewann "Drei Bilder" und an der Ecke "Eiersheimer Weg"-An der Eisenbahn. Geschützt nach § 2 DSchG |                          |
| Weitere Bilder | Sühnekreuz                    | Dahlenflur-Kreuz (Gewann), Großholz (Flst.Nr. 0-7789) (Karte)                                 | 14./15. Jh. | Sühnekreuz, ca. 14./15. Jh., Gewann Dahlenflur-Kreuz, am westlichen Waldrand des "Großholzes"; Den abgebrochenen Arm des Kreuzes soll ein verunglückter Bauer, der sich den rechten Arm verletzt hatte, aus Wut darüber abgeschlagen haben. Siehe Liste der Mord- und Sühnekreuze in Tauberbischofsheim. Geschützt nach § 2 DSchG                                                                   |                          |
|                | Bildstock                     | Dahlenflur-Kalten Bild (Gewann) K 2880 (Hochhausen–Uissigheim) (Flst.Nr. 0-4128) (Karte)      | 1592        | Bildstock, Kreuzigungsdarstellung, an der Straße zwischen Hochhausen und Uissigheim, am Rande des Großholzes. Laut Inschrift von 1592. Geschützt nach § 2 DSchG |                          |
|                | Wegweiserstein                | Drei Bilder (Gewann) (Flst.Nr. 0-6050) (Karte)                                                |             | Wegweiserstein. Gewann Drei Bilder. Teil der Sachgesamtheit "Drei Wegweisersteine". Die anderen beiden Wegweisersteine befinden sich im Gewann "Dahlenflur-Gützenberg" und an der Ecke "Eiersheimer Weg"-An der Eisenbahn. Geschützt nach § 2 DSchG |                          |
|                | Wegweiserstein                | Eiersheimer Weg (Flst.Nr. 0-9501) (Karte)                                                     |             | Wegweiserstein. An der Ecke Eiersheimer Weg-An der Eisenbahn. Teil der Sachgesamtheit "Drei Wegweisersteine". Die anderen beiden Wegweisersteine befinden sich in den Gewannen "Dahlenflur-Gützenberg" und "Drei Bilder". Geschützt nach § 2 DSchG |                          |
|                | Bildstock                     | Eiersheimer Weg (Flst.Nr. 0-5018) (Karte)                                                     | 1920        | Bildstock, von 1920, für die glückliche Wiederkehr aus dem Ersten Weltkrieg, am Eiersheimer Weg am Rand einer Kurve. Geschützt nach § 2 DSchG |                          |
|                | Bildstock                     | Eiersheimer Weg (Flst.Nr. 0-5018) (Karte)                                                     | 1763        | Bildstock, in Form eines Steinkreuzes, von 1763, Wegkreuz am Eiersheimer Weg an der Setz. Geschützt nach § 2 DSchG |                          |
| Weitere Bilder | Käppele                       | Eiersheimer Weg Hecke (Gewann) (Flst.Nr. 0-4574) (Karte)                                      | 1752        | Feldkapelle, sog. „Käppele“, zwischen Hochhausen und Eiersheim am Wegrand gelegen. Geschützt nach § 28 DSchG |                          |
| Weitere Bilder | Heilig-Blut-Kapelle           | Eiersheimer Weg 60 Eiersheimer Weg (Gewann) (Flst.Nr. 0-5689/1) (Karte)                       |             | Heilig-Blut-Kapelle, auch Feldkapelle, mit einem Bildnis zum Blutwunder von Walldürn mit der Inschrift „Gott und dem Heiligen Blut zu ehren“. Geschützt nach § 28 DSchG |                          |
|                | Bildstock                     | Froschpfütze (Gewann) (Flst.Nr. 0-9309) (Karte)                                               |             | Bildstock Geschützt nach § 2 DSchG |                          |
|                | Verbotsstein                  | Hochhäuser Straße An der Brücke (Gewann) (Flst.Nr. 0-1383/1) (Karte)                          | 19. Jh.     | Verbotsstein (bei der Tauberbrücke), 19. Jahrhundert, befindet sich aus Richtung Hochhausen kommend rechts neben der Brückenauffahrt. Der sogenannte "Verbotsstein" steht als eine Art steinernes "Verkehrsschild" an der Tauberbrücke zwischen Hochhausen und Werbach. Inschrift: "Das Nebeneinandergehen ist bei 3 Mark Strafe verboten." Geschützt nach § 2 DSchG                                |                          |
| Weitere Bilder | Historische Tauberbrücke      | Hochhäuser Straße An der Brücke (Gewann) K 2880 (Hochhausen–Werbach) (Flst.Nr. 0-223) (Karte) | 18. Jh.     | Historische Tauberbrücke (§ 28) mit Nepomukfigur (Sachgesamtheit), Anfang 18. Jh., zwischen Hochhausen und Werbach, 1733 stark beschädigt bei einem Hochwasser, Schauplatz des Gefechts bei Werbach während des Deutschen Krieges im Rahmen des Mainfeldzugs am 24. Juli 1866. Geschützt nach § 28 DSchG                                                                                            |                          |
| Weitere Bilder | Nepomukstatue                 | Hochhäuser Straße An der Brücke (Gewann) K 2880 (Hochhausen–Werbach) (Flst.Nr. 0-223) (Karte) | 1765        | Nepomukstatue, von 1765, an der historischen Tauberbrücke, zwischen Hochhausen und Werbach. Teil der Sachgesamtheit Tauberbrücke. Geschützt nach § 28 DSchG | Wikidata-Objekt anzeigen |
|                | Bildstock                     | Im Stickelgarten 1 (bei) (Flst.Nr. 0-7026) (Karte)                                            |             | Bildstock Geschützt nach § 28 DSchG |                          |
| Weitere Bilder | Josefskapelle                 | K 2880 (Hochhausen–Uissigheim) Landstraße 1 (Flst.Nr. 0-3545/1) (Karte)                       | 1891        | Katholische Josefskapelle von 1891 mit Altar und Dreifaltigkeitsbildstock außerhalb (Sachgesamtheit), an der Straße zwischen Hochhausen und Uissigheim. Im Maisenbachtal (an der Straßenkreuzung Gamburg-Hochhausen/Eiersheim). Die Josefskapelle wurde 1891 von Josef Freund erbaut. Er war der ehemalige Besitzer der Maisenbacher Mühle an der Gemarkung zu Uissigheim. Geschützt nach § 2 DSchG |                          |
|                | Bildstock                     | K 2880 (Hochhausen–Uissigheim) Landstraße 1 (Flst.Nr. 0-3545/1) (Karte)                       | 1842        | Bildstock mit Inschrift und Darstellung der heiligen Dreifaltigkeit, direkt neben der Josefskapelle im Maisenbachtal (an der Straßenkreuzung Gamburg-Hochhausen/Eiersheim). 1842 bezeichnet, Teil der Sachgesamtheit Josefskapelle. Geschützt nach § 2 DSchG |                          |
|                | Bildstock                     | Landstraße, Taubertalradweg (Flst.Nr. 0-1383, 0-1383/5) (Karte)                               | 1572, 1772  | Bildstock oben von 1572, Säule von 1772. |                          |
|                | Bildstock                     | Langental, Äußeres Langental (Gewann) (Flst.Nr. 0-7128) (Karte)                               |             | Bildstock mit einer Darstellung des Kreuz-tragenden Jesu. |                          |
|                | Mühlenbauteile                | Mühlenwörth 5 (Flst.Nr. 0-218) (Karte)                                                        |             | Bauteile der ehemaligen Mühle. Geschützt nach § 2 DSchG |                          |
|                | Wohnhaus                      | Mühlenwörth 7 (Flst.Nr. 0-194) (Karte)                                                        |             | Wohnhaus eines ehemaligen Gehöfts und Reste der Hofmauer mit Muschelnische und Torbogen (Sachgesamtheit). Geschützt nach § 2 DSchG |                          |
| Weitere Bilder | Wohnhaus                      | Mühlenwörth 8 (Flst.Nr. 0-208) (Karte)                                                        |             | Wohnhaus Geschützt nach § 2 DSchG |                          |
|                | Wohnhaus                      | Neue Gasse 9 (Flst.Nr. 0-110) (Karte)                                                         |             | Wohnhaus mit Fußgängerpforte und Hausmadonna (Sachgesamtheit). Geschützt nach § 2 DSchG | BW                       |
|                | Bildstock                     | Obere Beund Ortsetter (Gewann) (Flst.Nr. 0-120/7)                                             |             | Bildstock Geschützt nach § 2 DSchG |                          |
|                | Friedhof                      | Obere Beund 2 (Flst.Nr. 0-1288–1290) (Karte)                                                  | 16. Jh.     | Friedhof Hochhausen mit Friedhofsmauer und Friedhofskapelle (§ 28) (Sachgesamtheit). Im Inneren befinden sich einige sehenswerte Grabsteine und sonstige Kleindenkmale. Geschützt nach § 28 DSchG |                          |
|                | Renaissanceportal             | Obere Beund 2 (Flst.Nr. 0-1289) (Karte)                                                       | 16. Jh.     | Renaissanceportal, Friedhof Hochhausen. Teil der Sachgesamtheit Friedhof. Geschützt nach § 28 DSchG |                          |
|                | Friedhofskreuz                | Obere Beund 2 (Flst.Nr. 0-1289) (Karte)                                                       | 16. Jh.     | Kreuz im Friedhof Hochhausen. Teil der Sachgesamtheit Friedhof. Geschützt nach § 28 DSchG |                          |
| Weitere Bilder | Friedhofskapelle              | Obere Beund 2 (Flst.Nr. 0-1289) (Karte)                                                       | 1585        | Friedhofskapelle, von 1585, birgt sehenswerte Epitaphe und wertvolle Holzplastiken (Vierzehn Nothelfer, Pieta). Teil der Sachgesamtheit Friedhof. Geschützt nach § 28 DSchG |                          |
|                | Bildstock                     | Obere Beund 2 (Flst.Nr. 0-1289) (Karte)                                                       | 1572        | Bildstock in der Friedhofskapelle. Kreuzigungsdarstellung mit Begleitfiguren. Teil der Sachgesamtheit Friedhof. Geschützt nach § 28 DSchG |                          |
|                | Schürer-Denkmal               | Obere Beund 2 (Flst.Nr. 0-1289) (Karte)                                                       | 1607        | Schürer-Denkmal, von 1607, an der Rückseite der Friedhofskapelle von 1585. Teil der Sachgesamtheit Friedhof. Geschützt nach § 28 DSchG |                          |
|                | Bildstock                     | Obere Beund 2 (Flst.Nr. 0-1289) (Karte)                                                       |             | Bildstock in der Friedhofsmauer. Teil der Sachgesamtheit Friedhof. Geschützt nach § 28 DSchG |                          |
|                | Oldenburger-Denkmal           | Obere Beund 2 (Flst.Nr. 0-1289) (Karte)                                                       |             | Kriegerdenkmal, für die Gefallenen des Oldenburger Regiments des Gefechts bei Werbach. Teil der Sachgesamtheit Friedhof. Geschützt nach § 28 DSchG |                          |
|                | Kriegerdenkmal                | Obere Beund 2 (Flst.Nr. 0-1289) (Karte)                                                       |             | Kriegerdenkmal, für die im Ersten Weltkrieg gefallenen Hochhäuser, am Friedhof. Teil der Sachgesamtheit Friedhof. Geschützt nach § 28 DSchG |                          |
|                | Kriegerdenkmal                | Obere Beund 2 (Flst.Nr. 0-1289) (Karte)                                                       |             | Kriegerdenkmal, für die im Zweiten Weltkrieg gefallenen Hochhäuser, am Friedhof. Teil der Sachgesamtheit Friedhof. Geschützt nach § 28 DSchG |                          |
| Weitere Bilder | St. Pankratius                | Pfarrgasse 2 (Flst.Nr. 0-141) (Karte)                                                         | 1329/1960   | Katholische Pfarrkirche St. Pankratius, Gotischer Turm von 1329, Neubau der Kirche 1960, Glasfenster von Franz Dewald. Geschützt nach § 28 DSchG |                          |
|                | Kreuzigungsgruppe             | Pfarrgasse 2 (gegenüber) (Flst.Nr. 0-141) (Karte)                                             |             | Kreuzigungsgruppe Geschützt nach § 2 DSchG |                          |
|                | Bildstock                     | Rathausstraße 18 (bei) (Flst.Nr. 0-240) (Karte)                                               |             | Bildstock Geschützt nach § 2 DSchG |                          |
|                | Kreuzschlepper                | Rote Steig (Gewann), K 2880 (an) (Flst.Nr. 0-7825) (Karte)                                    | 1848        | Bildstock von 1848, Kreuzschlepperdarstellung. Inschrift: WENN MIR JEMAND NACHFOLGEN WILL SO VERLÄUGNE ER SICH SELBST, NEHME SEIN KREUZ AUF SICH UND FOLGE MIR NACH Errichtet von Martin Mohr i.J. 1848. Beim Gewann Rote Steig (Flst.Nr. 0-7825), rechts der K 2880. Geschützt nach § 2 DSchG |                          |
|                | Synagoge                      | Schmiedegasse („Judengässchen“) (Karte)                                                       |             | Ehemalige Synagoge der jüdischen Gemeinde Hochhausen. |                          |
|                | Ofenstein                     | Schmiedegasse 4 (Flst.Nr. 0-41) (Karte)                                                       |             | Ofenstein (am Nebengebäude). Geschützt nach § 2 DSchG | BW                       |
|                | Hofanlage                     | Schulgasse 1 (Flst.Nr. 0-138, 0-140) (Karte)                                                  | 16.–19. Jh. | Sog. Hofhaus. Geschützt nach § 28 DSchG |                          |
|                | Hausmadonna                   | Schulgasse 10 (Flst.Nr. 0-149) (Karte)                                                        |             | Hausmadonna (am Gebäude) einschließlich Gehäuse (Sachgesamtheit). Geschützt nach § 2 DSchG |                          |
|                | Bildstock                     | Schulgasse 34 (Flst.Nr. 0-183) (Karte)                                                        |             | Bildstock Geschützt nach § 2 DSchG |                          |
|                | Bildstock                     | Schulzengasse 1 (vor), Mühlenwörth (Flst.Nr. 0-216) (Karte)                                   |             | Bildstock, an der Ecke Schulzengasse/Mühlenwörth. Geschützt nach § 2 DSchG |                          |
|                | Kellergeschoss                | Schulzengasse 5 (Flst.Nr. 0-213) (Karte)                                                      |             | Kellergeschoss eines Ökonomiegebäudes. Geschützt nach § 2 DSchG |                          |
|                | Gasthaus "Zum Lamm"           | Schulzengasse 6 (Flst.Nr. 0-99) (Karte)                                                       |             | Gasthaus "Zum Lamm" Geschützt nach § 2 DSchG |                          |
|                | Nepomukfigur                  | Schulzengasse 6 (bei) (Flst.Nr. 0-99) (Karte)                                                 |             | Nepomukfigur Geschützt nach § 28 DSchG |                          |
|                | Inschriftstein                | Schulzengasse 7 (Flst.Nr. 0-211) (Karte)                                                      |             | Inschriftstein (am Nebengebäude) Geschützt nach § 2 DSchG | BW                       |
|                | Hofanlage                     | Schulzengasse 12 (Flst.Nr. 0-104) (Karte)                                                     |             | Hofanlage (Sachgesamtheit). Geschützt nach § 2 DSchG |                          |
|                | Dorfmauerreste                | Zum Oberen Tor 2 (Karte)                                                                      |             | Dorfmauer, Überreste einer ehemaligen Dorfummauerung, zwischen der Straße Zum Oberen Tor und der Schutzengelgasse. |                          |
|                | Gasthof                       | Zum Oberen Tor 4 (Flst.Nr. 0-124–125) (Karte)                                                 | 1612        | Gasthof "Zum Engel" (§ 28) mit Scheunengebäude und Kegelbahn (Sachgesamtheit). Fachwerkhaus, von 1612. Feldherr Tilly soll hier 1631 während des Dreißigjährigen Krieges übernachtet haben. Geschützt nach § 28 DSchG |                          |
|                | Reliefplatte                  | Zum Oberen Tor 5 (Karte)                                                                      |             | Reliefplatte Geschützt nach § 2 DSchG | BW                       |
|                | Hofanlage                     | Zum Oberen Tor 6 (Flst.Nr. 0-126–127) (Karte)                                                 |             | Hofanlage (Sachgesamtheit). Geschützt nach § 2 DSchG |                          |